# Larry Romano
Lawrence John „Larry“ Romano (* 31. Juli 1963 in Mount Vernon, New York) ist ein US-amerikanischer Filmschauspieler italienischer Abstammung. 

## Leben und Karriere
Larry Romano wurde am Lee Strasberg Theatre and Film Institute zum Schauspieler ausgebildet, Ende der 1980er Jahre hatte er seine ersten Auftritte in Film und Fernsehen. So spielte er 1989 im Actionfilm Lock Up – Überleben ist alles mit und ab 1993 in Folgen der Serie New York Cops – NYPD Blue. In dem Film Bullet – Auge um Auge mit Mickey Rourke spielt Romano den Hehler Frankie 'Eyelashes' . In Donnie Brasco verkörpert er den Sohn von Al Pacinos Figur. 1998 spielte er „Private Mazzi“ im Drama Der schmale Grat.
In Deutschland wurde Romano vor allem ab 1998 durch seine Rolle des „Richie Iannucci“ in der Sitcom King of Queens bekannt, die er während der ersten drei Staffeln verkörperte.
Er war in den 1990er Jahren auch als Sänger in der New Yorker Funk-Metal-Band Deficit aktiv, welche zwei Alben hervorbrachte.

## Filmografie (Auswahl)
- 1989: Lock Up – Überleben ist alles (Lock Up)
- 1991: Out for justice
- 1993–1994: New York Cops – NYPD Blue (NYPD Blue, Fernsehserie, 5 Folgen)
- 1996: Bullet – Auge um Auge (Bullet)
- 1996: City Hall
- 1996: Sleepers
- 1997: Donnie Brasco
- 1998: Der schmale Grat (The Thin Red Line)
- 1998–2001: King of Queens (The King of Queens, Fernsehserie, 43 Folgen)
- 2002: Final Breakdown
- 2003: Fish Without a Bicycle
- 2005: Bald
- 2006: Familienstreit de Luxe (The War at Home, Episode 25, Fernsehserie)
- 2006: CSI: NY (Fernsehserie)
- 2008: Baggage
- 2010: The Ascent
- 2015: Laugh Killer Laugh
- 2019: The Irishman